# Märchenbrunnen (Düsseldorf)

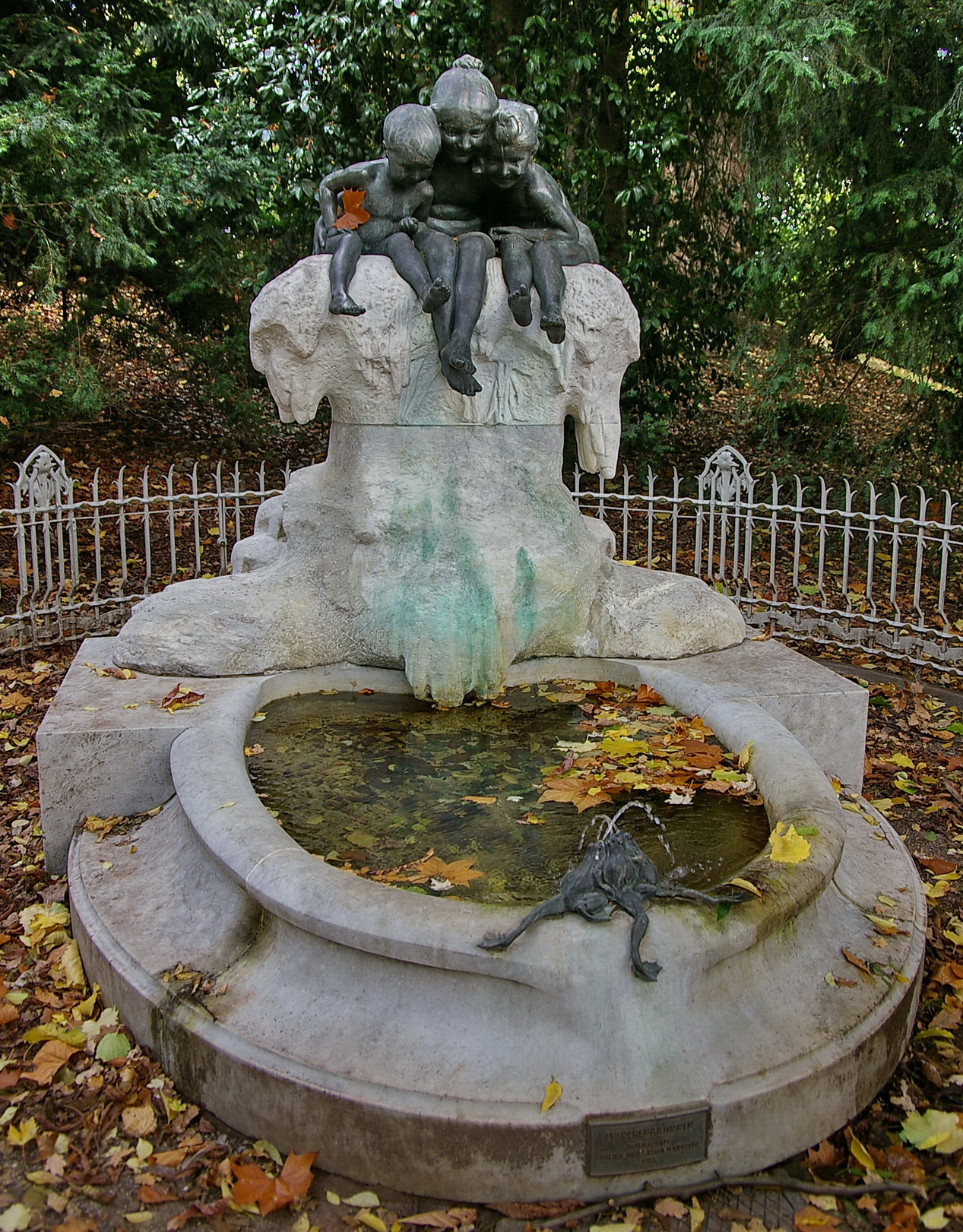
Märchenbrunnen in Düsseldorf

Der Märchenbrunnen befindet sich im Hofgarten im Düsseldorfer Stadtteil Stadtmitte.

## Geschichte
Der vom französischen Bildhauer Max Blondat (1872–1925) geschaffene Brunnen wurde erstmals 1904 auf der Internationalen Kunst- und Großen Gartenbauausstellung im Düsseldorfer Kunstpalast gezeigt. Dies war dem Düsseldorfer Kommerzienrat Hermann Schulte zu verdanken, der den Brunnen vorher in der Ausstellung des Salon de Paris entdeckt hatte. Auf der Ausstellung fanden sich mehrere Käufer, die an einem Erwerb interessiert waren, so der Leipziger Kunstverein, der Direktor des Frankfurter Palmengartens und der Verschönerungsverein für die Stadt Düsseldorf. 
Dem Vorsitzenden des Düsseldorfer Vereins, Albert Poensgen (1856–1928), gelang der Kauf des preisgekrönten Modells. Am 16. November 1905 wurde der Brunnen am Ananasberg im Hofgarten aufgestellt. Der Brunnen zeigt drei Kinder, die zusammensitzen und drei Frösche ansehen. 1985 erhielt der Brunnen ein bronzenes Düsseldorfer Duplikat. Duplikate stehen auch in Zürich, Dijon, Odessa und Denver.